# Esséer
Esséer var ett judiskt religiöst samfund i Judeen då Syriska Palestina ingick i det Romerska riket. Enligt samtida författare följde de strikta, asketiska regler och praktiserade mikve.
De trodde på Messias som skulle återupprätta Davids rike och de kritiserade de korrupta saddukéerna i Jerusalems tempel. De finns inte omnämnda i Nya testamentet, men beskrivs av den judiske historikern Josefus, filosofen Filon och naturfilosofen Plinius den äldre.
Josefus kallade essérna den tredje stora judiska gruppen tillsammans med fariséerna och saddukéerna. Filon från Alexandria skrev att det fanns 4 000 esséer i Syrien.
Plinius rapporterade i Naturalis historia att esséerna levde i celibat utan pengar vid Döda havet nära En-Gedi. Nutida forskare identifierar dem ofta, helt eller delvis, med Qumransamfundet, vars skrifter återfinns i Dödahavsrullarna. Deras tro präglades av en stark dualism mellan gott och ont, ljus och mörker. Denna uppdelning skulle vid tidens ände utmynna i en slutgiltig kamp, där ljuset skulle segra.

## Historia
Esséerna var ett samfund som bildades omkring 160 f.Kr. efter mackabéernas uppror mot seleukiderna. Upproret leddes av Judas Mackabaios och slutade med ett avtal med Romerska republiken som innebar att Judeen blev ett kungarike. Jerusalems tempel kunde återuppbyggas. Någon gång före 110 f.Kr. flyttade en grupp esséer till Qumran och byggde ett jordbrukskollektiv. Från 47 f.Kr. var Judeen en del av den romerska provinsen Syrien och styrdes av Herodes den store. Dennes son Herodes Archelaus styrde Judeen och Samaria till år 6 e.Kr.
Därefter styrde Agrippa I till 44 e.Kr., då romerska prokuratorer tog över styret av hela provinsen Syrien.

### Upplösningen
I de kaotiska händelser som inträffade år 70 e.Kr., när templet åter förstördes, klarade inte esséerna längre att hålla samman sin församling. Vissa förenades med fariséerna, medan andra satte sin prägel på den del av judendomen, som skapade de första kristna grupperna.

## Livsstil
De flesta esséer var bönder, herdar eller hantverkare. Många levde i celibat, men det förekom även de som gifte sig. Esséerna praktiserade egendomsgemenskap, avvisade slaveri och levde enligt strikta föreskrifter. Inför måltider som åts i tystnad renade de sig i mikve och bytte kläder. Vid dagens början steg man upp före solens uppgång, gick ut och vände sig mot solen och bad sina böner. Deras hem var öppna för andra medlemmar. De var gästfria mot främlingar och bjöd på kost och logi. En teori hävdar att församlingen grundades av en överstepräst som benämndes Rättfärdighetens lärare.

### Livsåskådning
Filosofiskt och traditionellt var esséerna dock närmare fariséerna än saddukéerna. Esséerna ansåg att fariséerna, som var det parti som religiöst dominerade i början av vår tideräkning (framför allt inom tempelverksamheten), levde ett alldeles för världsligt liv. Esséerna menade att ett liv i avskildhet var det enda riktiga och fann ingen möjlighet att acceptera de samtida översteprästernas verksamhet i tempelkultens Jerusalem. 
Esséerna vände sig helt och hållet bort från samhället och slöt sig samman i ett klosterliknande sällskap, där deras strävan var att låta det sanna prästerskapet få den avskildhet och det "rena liv" som de förtjänade under ledning av en rättfärdighetslärare. Totalt sett tror man att det var cirka 4 000 personer som levde i denna klosterliknande värld. Att det pågått någon form av klosterliv har man kunnat påvisa genom utgrävningarna vid Qumran (under 1940-talet). Man har funnit ett stort antal skriftrullar som beskriver en strukturerad organisation.
I hög grad följde esséerna fariséernas traditioner gällande undervisning, även om de införde fler regler och skrev om befintliga lagar. Bland annat var äktenskap tillåtet och några av medlemmarna hade även hustrur för att man skulle kunna få församlingen att växa. Men i de flesta fall så förespråkade man celibat för att helt och hållet kunna ägna sig åt sin tro i avskildhet. Församlingen levde ett lugnt och stillsamt liv under dagarna, de ägnade sig bland annat åt jordbruk för att bidra till församlingens uppehälle. Mycket av övrig tid gick till studier, meditation och andra ritualer som var tänkta att föra dem närmare guden Jahve. Även om esséerna såg de heliga skrifterna från judendomen som viktiga och liksom fariséerna höll fast vid lagens strikta ordning, inriktade sig deras lära också på mysticism och andlighet.

## Terapeuter
Filon av Alexandria skriver i De Vita contempativa om en grupp religiösa asketer, Terapeuter som liknar esséerna. De levde nära Mareotisjön och ägnade sig åt kontemplation och studerade Platon och de heliga skrifterna.

## Spekulativa teorier

### Jesus och esséerna
I esoterisk litteratur används Esséerna för att komplettera eller tolka Nya testamentet. Den första som föreslog att Jesus hade en koppling till esséerna var Johann Georg Wachter(1673–1759). Den evangeliska teologen Karl Heinrich Georg Venturini (1768–1849) lade fram följande teori år 1800: Esséerna var ett hemligt samhälle som fokuserade på helande av kropp och själ. Jesus utbildades av dem under sin ungdom. Med sin överlägsna helande konst åstadkom han mirakler och överlevde korsfästelsen.

### Esséernas fredsevangelium
Edmond Bordeaux Szekely, filolog från Ungern fann ett arameiskt manuskript från tvåhundratalet och jämförde det med gamla slaviska texter. Bordeaux gav ut flera skrifter i ämnet, bland annat Esséernas fredsevangelium.

### Edgar Cayce och Dödahavsrullarna
Långt innan dödahavsrullarna påträffades år 1947 hade Edgar Cayce i sina dialoger beskrivit esséernas livsstil, som sedan kom att bekräftas genom rullarnas innehåll. Vetenskapsmännen har kunnat fastställa att dödahavsrullarna skrevs av esséer någon gång mellan 136 f.Kr. till 68 e.Kr.

## Dödahavsrullarna
Dödahavsrullarna hittades 1947 i grottor nära Qumran på Döda havets nordvästra strand. Studier av rullarna har gjort det möjligt för forskare att rekonstruera Palestinas historia från 400-talet f.Kr. till 135 e.Kr. Ruiner i Qumran och flera byar söderut vid Döda havets västra strand vittnar om bebyggelse från tiden 150 f.Kr. och framåt. Qumran beboddes av medlemmar i ett strikt asketiskt, disciplinerat och religiöst samhälle. Esséerna var öppna för ett dualistiskt tänkande vilket framgår av regelboken(1QS) och såg tiden som en kamp mellan ljusets furste och mörkrets söner.

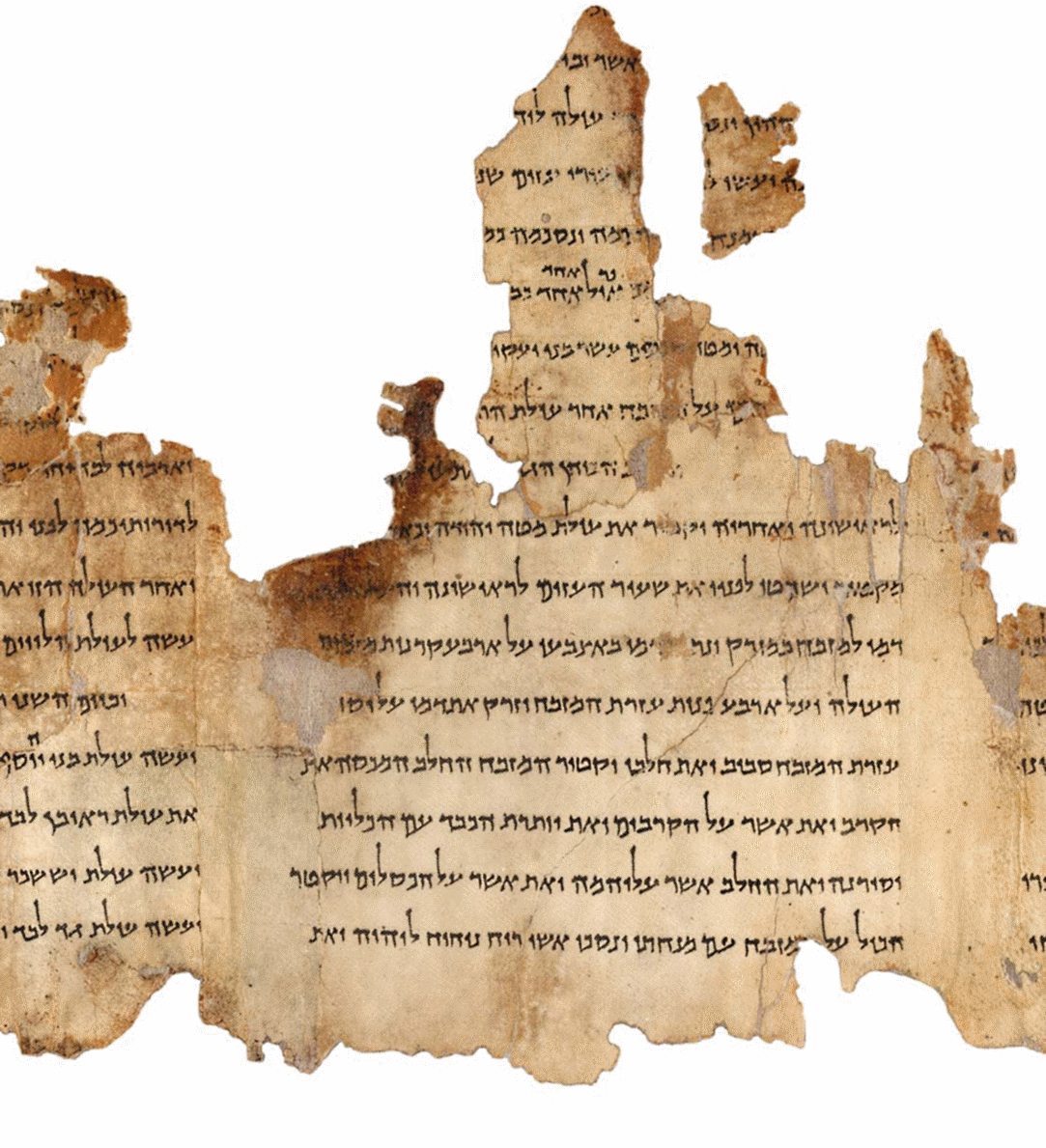
Tempelrullen
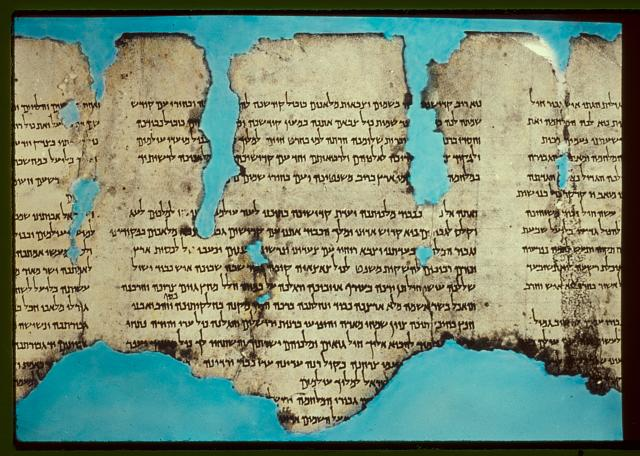
Krigsrullen skildrar kampen mellan ljusets och mörkrets söner.
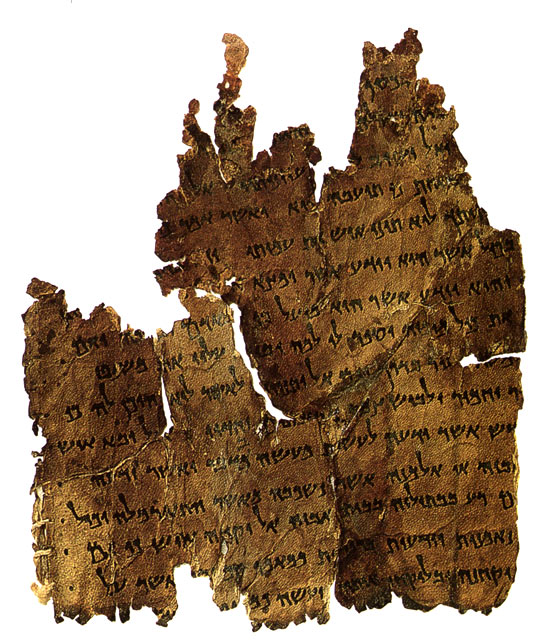
Damaskusrullen